# کیم سانگ-کیو
کیم سانگ-کیو (انگلیسی: Kim Sang-kyu؛ زادهٔ ۲۰ مهٔ ۱۹۶۰) کشتی‌گیر اهل کره جنوبی بود.